# 샹치

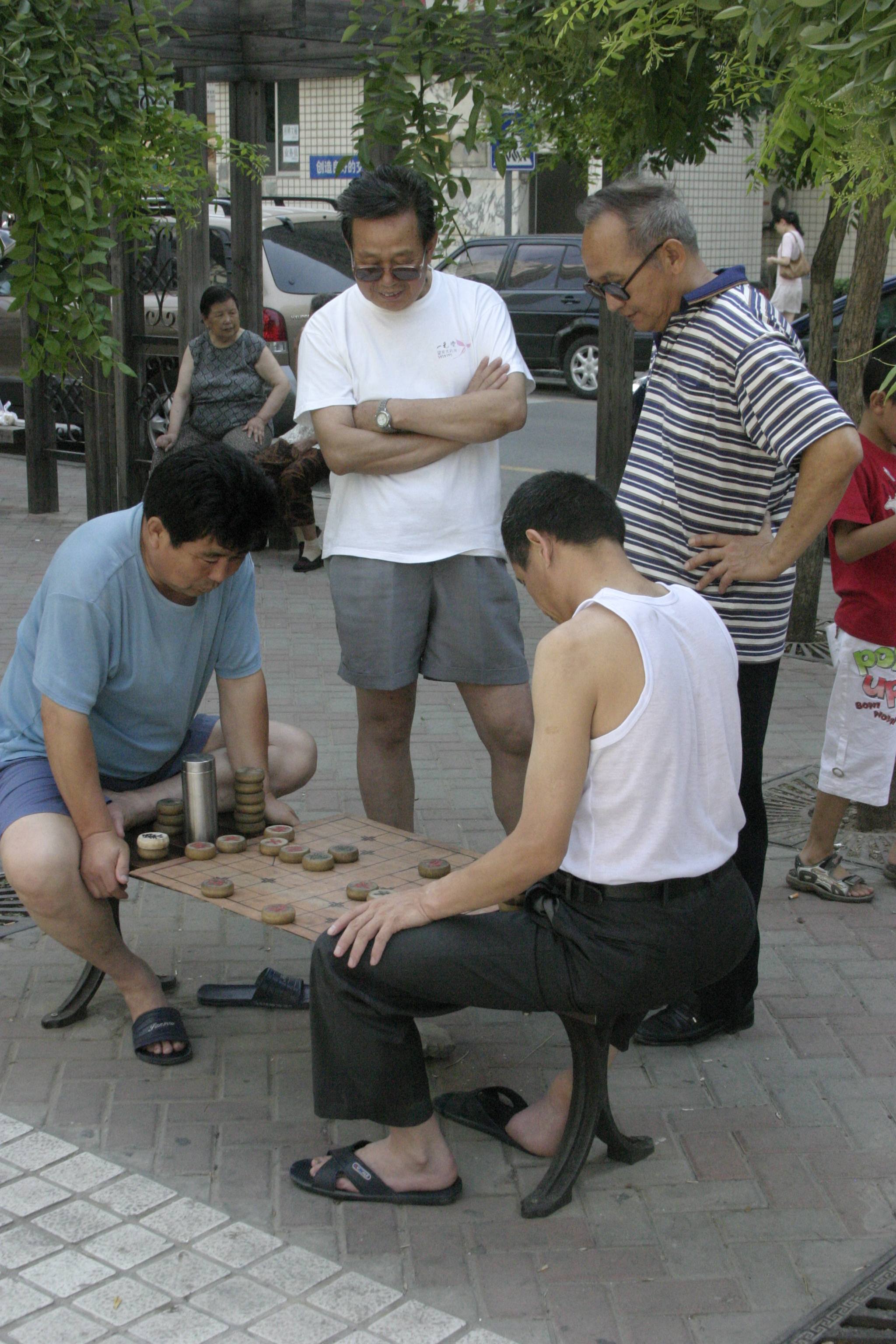
베이징에서 샹치를 두는 모습

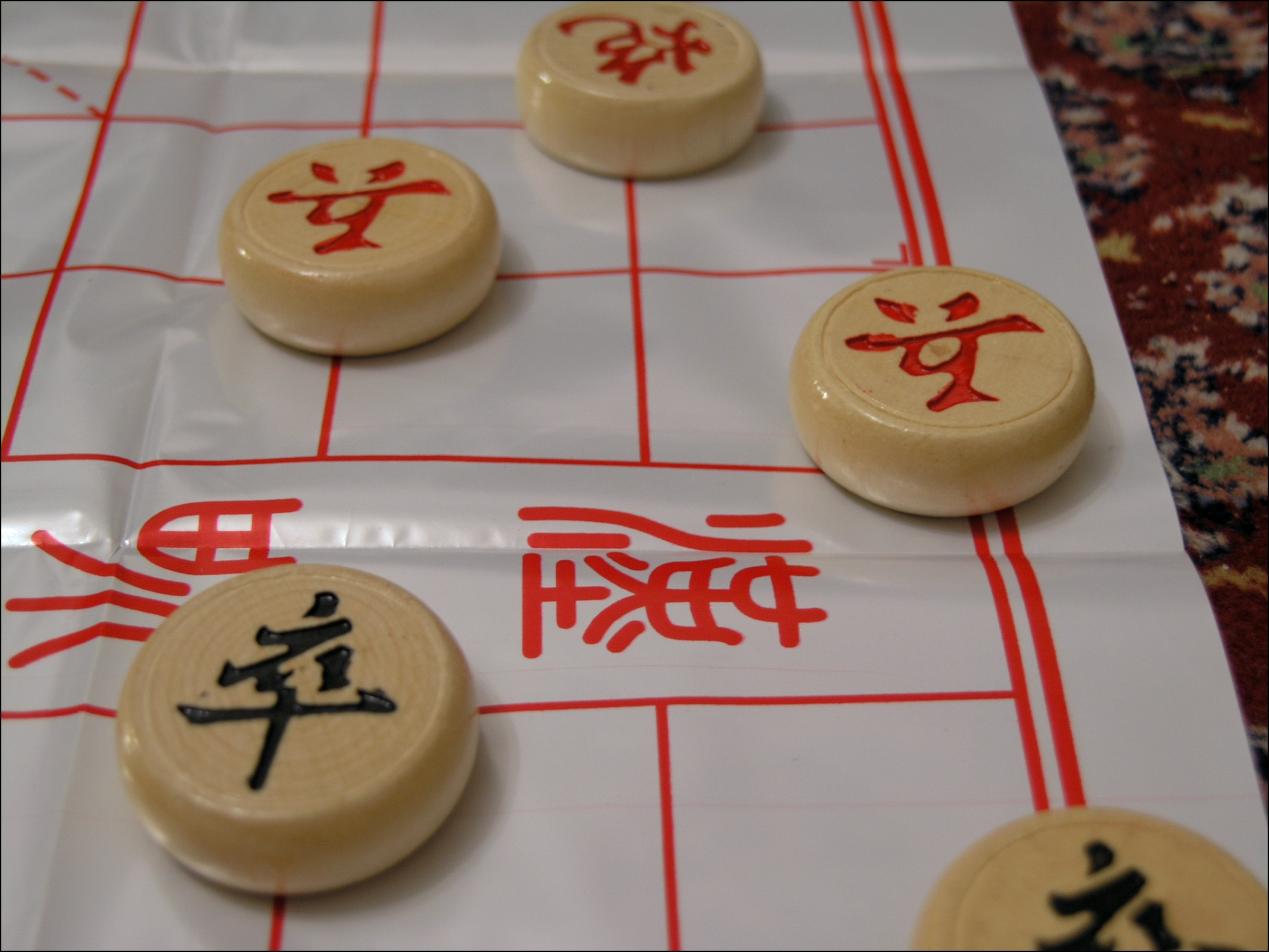
장강(長江)과 병졸(兵卒)들

샹치(중국어: 象棋, 병음: xiàngqí, 듣기 (도움말·정보), 한국 한자음: 상기)는 적군의 ‘장’ 기물을 포획하는 것을 목표로 두 군대 간의 전투를 재현하는 중국의 2인용 보드 게임이다. 오늘날과 같은 형태의 샹치가 중국에서 시작하였기 때문에 중국 장기라고도 부른다. 한국의 장기와 유사하나 몇 가지 결정적인 차이점이 있는데, 특히 일부 기물의 행마를 제한하는 ‘장강(長江)’이 그렇다.
최근 중국 정부의 장려와 후원으로 샹치는 국민적 스포츠로 정착하고 있다. 중국 광저우에서 열리는 2010년 아시안 게임에 샹치가 정식 종목으로 채택되었다.

## 규칙

### 샹치판
샹치의 판은 9개의 세로선과 10개의 가로선이 교차하여 이루어진다. 말은 각 선의 교차점에 놓고 선을 따라 이동한다. 판 가운데 한 줄에 세로줄이 그어져 있지 않은 공간을 '하계(河界)'라고 하는데, 보통 '초하한계(楚河漢界)'라는 글자가 표시되어 초한전쟁 당시의 공간인 홍구(鴻溝)를 상징한다. 유국빈(刘国斌)이 고서와 고대 장기 기구를 고증한 바에 따르면 판에 적힌 초하한계 영역은 1920년대에서 1930년대 사이였다. 강계에도 '군자는 말없이 장기를 두고, 수를 놓고도 돌아오지 않는 대장부(觀棋不語真君子，起手無回大丈夫)'라는 문구가 새겨져 있다.
현행 중국식 기록방법은 9개의 세로줄에서 빨간색은 자신의 면 오른쪽에서 왼쪽으로 한자로 '一'에서 '九'로 표기하고, 검은색은 자신의 면 오른쪽에서 왼쪽으로 숫자 '1'에서 '9'로 표기한다. 즉, 빨간색 쪽의 수직선 '1'은 검은색 쪽의 수직선 '九'에 해당된다.  4번째 수직선(또는 6번째 수직선)과 6번째 수직선(또는 4번째 수직선)은 "양륵(兩肋)", "양륵선(兩肋線)", 줄여서 "늑(肋, 갈빗대)"이라고 부른다. 장기판에는 십자 대각선이 그어져 미(米)자 형태로 형성된 정사각형이 각 변에 하나씩 있으며 이를 "구궁(九宮)"이라 하며, 장(將, 帥)과 사(士, 仕)가 이동하는 영역이다.

### 기물
장기 기물의 색상은 빨강과 검정으로 구분된다(검정대신 녹색과 파랑을 사용하기도 한다.).
기물의 수는 총 32개이며, 1개의 장수(將/帥), 2개의 사(士/仕), 2개의 상(象/相), 2개의 마(馬/傌), 2개의 차車/俥), 2개의 포(砲/炮), 5개의 졸(卒/兵)로 이루어졌다.
| 기물그림 | 표기 (검정/빨강) | 이름 (한국어, 중국어발음)        | 기물수 | 이동범위                                     | 행마법 |
| -------- | ---------------- | -------------------------------- | ------ | -------------------------------------------- | --- |

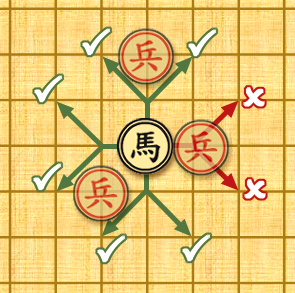
마의 행마법

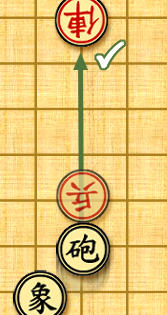
포의 포획법

|          | 將 / 帥          | 장 / 수 장 / 솨이(jiàng / shuài) | 1      | 자신의 진영의 궁성내에서만                   | - 궁성내에서 열십(十)자 길로만 이동한다. - 다른 기물을 사이에 두지 않고 상대방의 장과 마주보는 경우는 제외하며, 이 경우는 건너가서 상대의 장을 잡을 수 있다. 즉, 먼저 마주보게 한 쪽이 지게 된다. 이를 "왕불견왕(王不見王)" 또는 "장수대검(將帥對臉)"이라 부른다. |
|          | 士 / 仕          | 사 스(shì)                       | 2      | 자신의 진영의 궁성내에서만                   | - 궁성내에서 대각선으로만 이동한다. |
|          | 象 / 相          | 상 샹(xiàng)                     | 2      | 자신의 영토내에서 강을 건널수 없음           | - 대각선 방향으로 2칸 이동한다(밭전(田)자 행마) - 같은 방향으로 1칸 떨어진 위치에 다른 기물이 있으면 해당 방향으로는 이동이 불가능하다. |
|          | 馬 / 傌          | 마 마(mǎ)                        | 2      | 어느 위치로도 이동 가능                      | - 행마: 일보 전진한 후 대각선으로 좌나 우로 한 칸을 갈 수 있다.(날일(日)자 행마, 중국내에서는 "일보일첨(一步一尖)"라고도 표현한다.) - 별마퇴(蹩馬腿)/교마퇴(撬馬腳): 같은 방향으로 1칸 떨어진 위치에 다른 기물이 있으면 해당 방향으로는 이동이 불가능하다.        |
|          | 車 / 俥          | 차 쥐(jū)                        | 2      | 어느 위치로도 이동 가능                      | - 가로 또는 세로 방향으로 자유롭게 이동이 가능하나 궁성 안의 대각선으로는 이동이 불가능하다. |
|          | 砲 / 炮          | 포 파오(pào)                     | 2      | 어느 위치로도 이동 가능                      | - 이동할 때는 차처럼 직진하며 말을 잡을 때에는 포의 이동방향의 기물을 반드시 뛰어넘어야한다. 또, 한국 장기와는 달리 포끼리도 서로 취하거나 뛰어넘을 수는 있으나 궁성 안의 대각선으로 옮겨가거나 뛰어넘을 수 없다.                                                 |
|          | 卒 / 兵          | 졸 / 병 쭈 / 빙(zú / bīng)       | 5      | 원래 위치에서 한칸 전진한 위치와 적진영 전체 | - 강을 건너기 전에는 오직 앞으로만 한칸 전진하며, 강을 건너서야 좌우 한칸 이동이 가능하다. 또, 궁성 안의 대각선을 타고 비스듬히 전진하는 것은 불가능하다. |

샹치 기물은 일반적으로 목재·금속·플라스틱으로만들어진다. 각 기물에는 한자가 새겨져 있고 반대쪽은 비어있다. 이러한 특성은 변형 샹치, 특히 안치(暗棋)를 탄생시켰다. 또한 샹치 기물은 모든 기물의 크기가 동일하다. 중요한 기물일수록 크기가 커지는 장기와의 차이점이다.
이후 입체적인 샹치 기물도 등장하여 인물조각(특히 영화, 만화 캐릭터), 물건 형태도 등장하였으나 실제적으로 쓰는 경우보다는 장식용으로 사용되지는 경우가 많다.

## 최종판정

### 승패
일반적인 경기의 경우 한쪽이 "결행(欠行)"하거나 "장사(將死)"되거나 자발적으로 기권하면, 다른 쪽이 승리하게 된다.
- 플레이어에게 움직일 수 있는 기물이 더 이상 남아있지 않은 경우(이동시 장군을 당하는 상태가 될 수 밖에 없는 경우), 이를 결행(欠行) 또는 곤폐(困斃)라고 부른다. 부동수 또는 체스의 스테일메이트에 해당되며, 무승부가 되는 체스와 달리 수가 막힌 쪽이 패배한다.
- 한쪽의 기물이 공격 범위내에 상대방의 장수를 포함하여, 다음 차례에서 잡을 준비가 되면 조장(照將), 장군(將軍), 줄여서 장(將)이라고 부른다(체스의 체크에 해당).

장군을 당한 측은 응장(應將, 멍군에 해당)을 해야 한다. 즉, 장/수 기물이나 다른 샹치 기물을 움직여서 장군을 피해야 한다. 대응할 수 없는 수단은 “장사(將死, 외통수 또는 체크메이트에 해당)”이 된다.
일반적인 상황 외에 승부를 판정하는 방법은 다음과 같다.
- 시간을 초과하면 패배.
- 자살(自殺)수를 내면 패배. 자살은 자신의 장/수를 상대방이 먹도록 두는 행위. 예를 들어 장군을 당한 쪽은, 응장을 하지 않는 행위, 아니면 스스로 장/수가 마주하게 만드는 행위, 또는 장/수를 상대편의 공격 범위에 적극적으로 들어가도록 하는 행위.
- 부정행위를 하면 패배(고의로 게임에 패하기로 사전 합의가 있는 경우(승부조작) 양측이 모두 패배)
- 연속으로 두번 이동하는 행위를 하면 패배.
- 상대방의 기물을 움직이면 패배.
- 허용되지 않는 행마법을 두는 경우(예: "마의 밭전(田)자행", "상의 날일(日)자 행", "차를 포처럼 잡기", "포를 차처럼 잡기", "포가 적 기물을 잡지 않을때 다른 기물을 넘기", "졸/병이 강을 건너기전에 옆으로 움직이기" 등) 패배.
- 일정수 내에서 어느 쪽도 상대 기물을 잡지 못했하면, 심판이 결과를 결정다(보통 기물이 앞선쪽이 승리로 판정하고, 반반의 경우 무승부로 판정한다.). 또는 체스의 50수 규칙을 사용하여, 50수 연속으로 양측이 어떤 기물도 포획하지 못하면 무승부가 된다.
- 장타(연속으로 잡는 행위, 연속으로 장을 부르는 행위, 3수 이상일때 판단한다)를 하는 쪽의 경우 아래 예외를 제외하면 패배한다.:
  - 장/수가 연속으로 잡을 수 있는 경우("자신의 말로 장/수를 잡을 수 있다"가 아닌, "장/수로 상대의 말을 잡을 수 있다"를 의미한다.) 무승부.
  - 졸/병이 연속으로 잡을 수 있는 경우(단, 연속으로 장을 부르는 경우는 미포함) 무승부.
  - 양측이 서로 장타(즉, 양측이 서로 공격과 수비를 번갈아하는 경우), 각자가 반칙한 수가 같을때, 예를 들어 "1장타에 1장타", "2장타에 2장타"와 같은 경우 무승부, 반대로 동등하지 않은 경우, "1장타에 2장타"와 같이 반칙이 많은 쪽이 패배.

### 무승부
다음과 같은 상황이 되면 해당 국은 비기게 된다.: 양측이 모두 이길 수 없다고 인식되는 상황이 되면 이를 "사국(死局)"이라고 하는데(체스에서 킹대 킹, 나이트 1개 등과 유사한 상황), 양측에 더 이상 공격할 말이 없거나, 혹은 단일 '차'가 '사','상'을 상대하거나, 5개의 '병',단일 '포', 양 '상'이 '왕'을 상대하는 경우 등이다.
- 한쪽이 무승부를 제안하고, 다른 쪽이 이를 수락하면 “협의화국(协议和局)”이 된다.
- 어느 단계에 60수 동안 단 한개의 말을 포획하지 못한 경우.[2]

## 장기와의 차이
- 초하한계가 있어, 특정 기물은 강을 건널 수 없거나 건너기 전에는 행마법에 제한을 받는다.
- 모든 기물의 크기가 동일하다.
- 왕장은 먼저 왕장을 당한 쪽이 패해하며, 왕장을 유도하는 수는 금지수지만, 장기의 빅장은 빅장을 피하지 못하면 무승부가 되며 빅장 유도는 금지수가 아니다.
- 한 수 쉼이 없다.
- 부동수가 되면 한 수 쉼을 할 수 있는 장기완 달리 즉시 패배한다.
- 점수제가 없다.

## 같이 보기
- 2010년 아시안 게임 샹치

### 주해
1. ↑  “士”라고도 표기
2. ↑  “馬”라고도 표기
3. ↑  “車”라고도 표기
4. ↑  “炮” 또는 “包”라고도 표기

### 인용문
1. ↑  張展 (2012년 12월 1일). 《《象棋人生》》 (중국어 간체). 中國: 經濟管理出版社. ISBN 9787509621394.
2. ↑  中国象棋协会. “中国象棋竞赛规则（1999年版）” (중국어 간체). 上海辞书出版社. 2011년 1월 19일에 원본 문서에서 보존된 문서. 2011년 2월 4일에 확인함. 在连续60个回合中(也可根据比赛等级酌减)，双方都没有吃过一个棋子。

## 참고 문헌
- Lau, H. T. (1985). 《Chinese Chess》. Tuttle Publishing. ISBN 0-8048-3508-X.
- Leventhal, Dennis A. The Chess of China보관됨 2008-01-03 - 웨이백 머신. Taipei, Taiwan: Mei Ya, 1978. (out-of-print but can be partly downloaded)
- Li, David H. First Syllabus on Xiangqi: Chinese Chess 1. Premier Publishing, Bethesda, Maryland, 1996. ISBN 978-0-9637852-5-1.
- Li, David H. The Genealogy of Chess. Premier Publishing, Bethesda, Maryland, 1998. ISBN 978-0-9637852-2-0.
- Li, David H. Xiangqi Syllabus on Cannon: Chinese Chess 2. Premier Publishing, Bethesda, Maryland, 1998. ISBN 978-0-9637852-7-5.
- Li, David H. Xiangqi Syllabus on Elephant: Chinese Chess 3. Premier Publishing, Bethesda, Maryland, 2000. ISBN 978-0-9637852-0-6.
- Li, David H. Xiangqi Syllabus on Pawn: Chinese Chess 4. Premier Publishing, Bethesda, Maryland, 2002. ISBN 978-0-9711690-1-2.
- Li, David H. Xiangqi Syllabus on Horse: Chinese Chess 5. Premier Publishing, Bethesda, Maryland, 2004. ISBN 978-0-9711690-2-9.
- Sloan, Sam. Chinese Chess for Beginners. Ishi Press International, San Rafael, Tokyo, 1989. ISBN 978-0-923891-11-4.
- Wilkes, Charles Fred. A Manual of Chinese Chess. 1952.
- Lo, Andrew; Wang, Tzi-Cheng. "'The Earthworms Tame the Dragon': The Game of Xiangqi" in Asian Games, The Art of Contest, edited by Asia Society, 2004. (a serious and updated reading about Xiangqi history)